# Javier García-Chico
Javier García-Chico (Barcellona, 22 luglio 1966) è un ex astista spagnolo vincitore di una medaglia di bronzo olimpica.

## Carriera
Ha partecipato a quattro edizioni dei Giochi Olimpici. Nella prima, alle Olimpiadi di Seul 1988, fu eliminato nelle qualificazioni con tre tentativi nulli alla quota di ingresso a 5,10 metri.
Quattro anni dopo, a Barcellona 1992, riuscì a conquistare la medaglia di bronzo con 5,75 metri, dietro ai due ex sovietici, rappresentanti della Squadra Unificata, Maksim Tarasov e Igor' Trandenkov.
Ad Atlanta 1996 venne eliminato nelle qualificazioni alla quota di 5,60 metri, mentre a Sydney 2000 non andò oltre i 5,55 metri, sempre nelle qualificazioni, venendo eliminato.
Nel corso della sua carriera ottenne anche una medaglia di bronzo alle Universiadi del 1989 a Duisburg.